# 長屋重名
長屋 重名（ながや しげな、1844年〈弘化元年〉- 1915年〈大正4年〉1月30日）は、幕末の土佐藩士、明治期の陸軍軍人。石高は五人扶持切符13石、馬廻。最終階級は陸軍大佐。通称、孫四郎、諱は重忠、のちに重名。海田と号す。

## 履歴
国沢才助の三男で長屋助五郎の養子となり、城西中須賀（現高知市）に住した。文久元年3月4日（1861年4月13日）夜、井口事件にあたって名を認められた。戊辰戦争では、1868年（慶応4年）折衛隊第七小隊司令として北越戦争に参戦し、各地を転戦して功をあげる。1871年（明治4年）御親兵に編入、上京し小隊司令に。まもなく陸軍大尉に任官。
1874年（明治7年）9月、名古屋鎮台参謀長に就任し、兼名古屋衛戍司令官、仙台鎮台参謀長を歴任。1879年（明治12年）3月、歩兵大佐に昇進。1881年（明治14年）1月に休職し、1883年（明治16年）6月、予備役編入となった。
退官後、鉄網珊瑚の号で画筆をし風俗戯画に長じた。また刀剣鑑定長じ鍔を研究して一家を成した。

## 栄典
- 1886年（明治19年）11月16日 - 正五位[3]
- 1889年（明治22年）11月29日 - 大日本帝国憲法発布記念章[4]

## 主な著作
- 『肥後金工録』 1902年（明治35年）
- 『山内百一史録』

## 参考資料
- 『高知県人名事典 新版』高知新聞社、1999年。
- 外山操編『陸海軍将官人事総覧 陸軍篇』芙蓉書房出版、1981年。